# Instituto Nórdico Africano
El Instituto Nórdico Africano (en sueco Nordiska Afrikainstitutet y en siglas NAI) es un centro de investigación, documentación e información sobre África moderna para los países nórdicos. El Instituto realiza investigación independiente y análisis para la formulación de políticas y toma de decisiones, con el fin de avanzar en la creación de conocimiento de África contemporánea basado en la investigación.
El Instituto Nórdico Africano, ubicado en Uppsala, Suecia, fue fundado en 1962 y está financiado conjuntamente por Suecia, Finlandia e Islandia. Dinamarca y Noruega formaron parte del grupo original de países fundadores y socios financiadores, pero se retiraron en 2013 y 2015, respectivamente. Administrativamente, el Instituto funciona como una agencia gubernamental sueca que depende del Ministerio de Asuntos Exteriores.
El Instituto Nórdico Africano forma parte de la AEGIS, una red de centros de estudios africanos en Europa, la cual organizó su 4ª conferencia internacional (ECAS) en 2011. El Instituto está encabezado por un Director, el cual es supervisado y asesorado por un Consejo de Programas e Investigación. El 18 de julio de 2019, el Gobierno sueco nombró a Therése Sjömander Magnusson como nueva Directora del Instituto, quien asumió el cargo el 1 de octubre de 2019.